# Mito

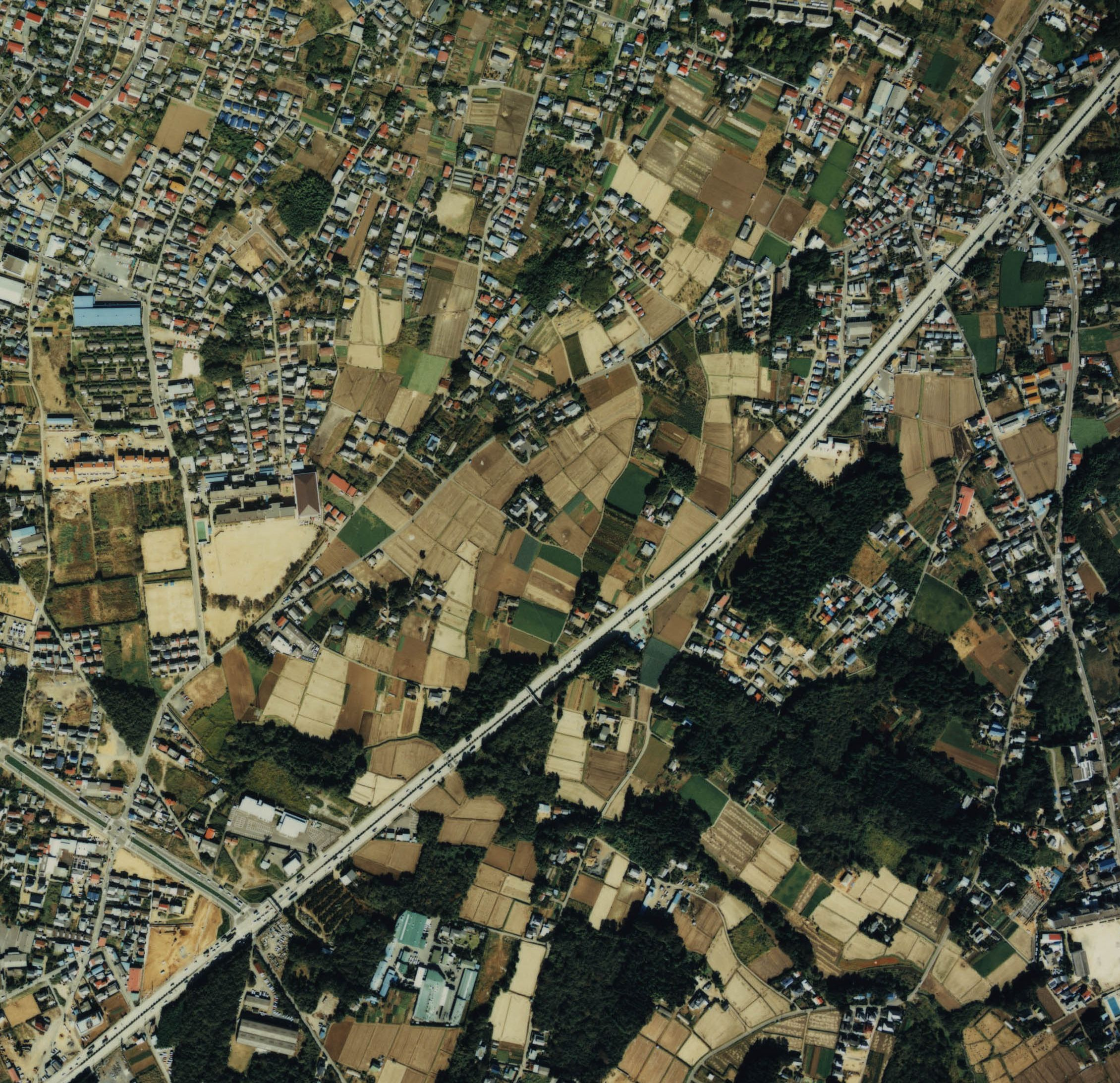
Fotografie din avion, Mito

Mito (水戸市 Mito-shi?) este un municipiu din Japonia, centrul administrativ al prefecturii Ibaraki.